# Skate America de 2015
El Progressive Skate America de 2015 fue una competición internacional de patinaje artístico sobre hielo de la temporada de 2015/16. Fue el primero de los seis eventos del Grand Prix de la temporada, una serie de competiciones sénior solo accesibles mediante invitación. La edición de 2015 tuvo lugar en el recinto UW-Milwaukee Panther Arena  en Milwaukee, Wisconsin entre el 22 y el 25 de octubre. Además de recibir premios en las disciplinas de patinaje masculino, femenino, parejas y danza sobre hielo, los competidores también obtuvieron puntos para clasificarse para la final del Grand Prix.

## Resultados

### Patinaje individual masculino
| Clasificación | Nombre             | País           | Total  | Programa corto | Programa corto | Programa libre | Programa libre |
| ------------- | ------------------ | -------------- | ------ | -------------- | -------------- | -------------- | -------------- |
| 1             | Max Aaron          | Estados Unidos | 258,95 | 1              | 86,67          | 2              | 172,28         |
| 2             | Shoma Uno          | Japón          | 257,43 | 4              | 80,78          | 1              | 176,65         |
| 3             | Jason Brown        | Estados Unidos | 238,47 | 8              | 78,64          | 3              | 159,83         |
| 4             | Yan Han            | China          | 236,03 | 2              | 86,53          | 5              | 149,50         |
| 5             | Konstantin Menshov | Rusia          | 230,79 | 3              | 86,15          | 6              | 144,64         |
| 6             | Adian Pitkeyev     | Rusia          | 230,75 | 5              | 79,90          | 4              | 150,85         |
| 7             | Ross Miner         | Estados Unidos | 215,11 | 7              | 78,96          | 8              | 136,15         |
| 8             | Brendan Kerry      | Australia      | 203,48 | 11             | 65,41          | 7              | 138,07         |
| 9             | Denis Ten          | Kazajistán     | 201,52 | 6              | 79,02          | 11             | 122,50         |
| 10            | Takahito Mura      | Japón          | 200,83 | 10             | 71,66          | 9              | 129,17         |
| 11            | Florent Amodio     | Francia        | 197,45 | 9              | 71,96          | 10             | 125,49         |
| 12            | Alexei Bychenko    | Israel         | 171,83 | 12             | 50,68          | 12             | 121,15         |

### Patinaje individual femenino
| Clasificación | Nombre                | País           | Total  | Programa corto | Programa corto | Programa libre | Programa libre |
| ------------- | --------------------- | -------------- | ------ | -------------- | -------------- | -------------- | -------------- |
| 1             | Yevguéniya Medvédeva  | Rusia          | 206,01 | 1              | 70,92          | 2              | 135,09         |
| 2             | Gracie Gold           | Estados Unidos | 202,80 | 2              | 65,39          | 1              | 137,41         |
| 3             | Satoko Miyahara       | Japón          | 188,07 | 3              | 65,12          | 3              | 122,95         |
| 4             | Elizabet Tursynbayeva | Kazajistán     | 178,56 | 7              | 59,26          | 4              | 119,30         |
| 5             | Karen Chen            | Estados Unidos | 172,54 | 4              | 62,28          | 6              | 110,26         |
| 6             | Yúliya Lipnítskaya    | Rusia          | 170,63 | 5              | 62,24          | 7              | 108,39         |
| 7             | Nicole Rajičová       | Eslovaquia     | 167,32 | 12             | 50,33          | 5              | 116,99         |
| 8             | Mariah Bell           | Estados Unidos | 160,94 | 11             | 52,73          | 8              | 108,21         |
| 9             | Park So-youn          | Corea del Sur  | 159,66 | 10             | 53,78          | 9              | 105,88         |
| 10            | Haruka Imai           | Japón          | 158,65 | 9              | 56,52          | 10             | 102,13         |
| 11            | Miyu Nakashio         | Japón          | 153,29 | 8              | 57,01          | 11             | 96,28          |
| 12            | Alaine Chartrand      | Canadá         | 148,20 | 6              | 59,40          | 12             | 88,80          |

### Patinaje en parejas
| Clasificación | Nombre                              | País           | Total  | Programa corto | Programa corto | Programa libre | Programa libre |
| ------------- | ----------------------------------- | -------------- | ------ | -------------- | -------------- | -------------- | -------------- |
| 1             | Sui Wenjing / Han Cong              | China          | 202,00 | 2              | 68,28          | 1              | 133,72         |
| 2             | Alexa Scimeca / Chris Knierim       | Estados Unidos | 191,97 | 1              | 69,69          | 4              | 122,28         |
| 3             | Julianne Séguin / Charlie Bilodeau  | Canadá         | 189,49 | 4              | 64,85          | 3              | 124,64         |
| 4             | Ksenia Stolbova / Fiódor Klimov     | Rusia          | 189,06 | 5              | 63,41          | 2              | 125,65         |
| 5             | Wang Xuehan / Wang Lei              | China          | 171,77 | 3              | 64,95          | 6              | 106,82         |
| 6             | Tarah Kayne / Daniel O'Shea         | Estados Unidos | 165,99 | 6              | 58,38          | 5              | 107,61         |
| 7             | Kristina Astajova / Alekséi Rogonov | Rusia          | 157,97 | 7              | 58,25          | 8              | 99,72          |
| 8             | Jessica Pfund / Joshua Santillan    | Estados Unidos | 151,40 | 8              | 50,20          | 7              | 101,20         |

### Danza sobre hielo
| Clasificación | Nombre                                 | País           | Total  | Danza corta | Danza corta | Danza libre | Danza libre |
| ------------- | -------------------------------------- | -------------- | ------ | ----------- | ----------- | ----------- | ----------- |
| 1             | Madison Chock / Evan Bates             | Estados Unidos | 173,22 | 1           | 70,56       | 1           | 102,66      |
| 2             | Victoria Sinitsina / Nikita Katsalapov | Rusia          | 162,21 | 2           | 62,76       | 2           | 99,45       |
| 3             | Piper Gilles / Paul Poirier            | Canadá         | 157,58 | 3           | 61,33       | 3           | 96,25       |
| 4             | Kaitlin Hawayek / Jean-Luc Baker       | Estados Unidos | 150,69 | 4           | 56,54       | 4           | 94,15       |
| 5             | Anastasia Cannuscio / Colin McManus    | Estados Unidos | 143,67 | 6           | 52,92       | 5           | 90,75       |
| 6             | Anna Yanovskaya / Serguéi Mozgov       | Rusia          | 140,92 | 5           | 53,35       | 6           | 87,57       |
| 7             | Oleksandra Nazarova / Maksym Nikitin   | Ucrania        | 135,60 | 7           | 50,53       | 7           | 85,07       |
| 8             | Wang Shiyue / Liu Xinyu                | China          | 129,59 | 8           | 49,37       | 8           | 80,22       |